# 30-я армия (Япония)
30-я армия (яп. 第30軍) — воинское подразделение японской Императорской армии, действовавшее в конце Второй мировой войны.
Сформирована 30 июля 1945 года под командованием генерала Сёдзиро Ииды в столице Маньчжоу-го Синьцзине. Подчинялась 3-му фронту.
Многие опытные части были уже переданы из состава Квантунской армии в другие подразделения ранее, по мере ухудшения ситуации на Тихоокеанском ТВД; особенно угрожающей она стала к началу 1945, по мере обнаружения признаков формирования крупных советских сил у границ Мэнцзяна и Маньчжоу-го.
Будучи сформирована всего за несколько дней до начала Маньчжурской операции, 30-я армия, состоявшая из плохо обученных и недостаточно оснащённых войск, не смогли противостоять опытным частям РККА.
После непродолжительных боёв за Синьцзин (во время которых сдались остатки Императорской гвардии Маньчжоу-го), 30-я армия капитулировала, большинство её уцелевших солдат попали в советский плен.